# As Long as I Love
| Оценки критиков | Оценки критиков |
| Источник        | Оценка          |
| --------------- | --------------- |
| AllMusic        | [ 1 ]           |

As Long as I Love — сборный альбом американской кантри-певицы Долли Партон, выпущенный на виниле 8 июня 1970 года на лейбле Monument. Его продюсировал Фред Фостер. Альбом состоит из песен, которые Партон записала при подписании контракта с Monument Records. Она покинула лейбл в 1967 году, чтобы подписать контракт с RCA Victor после того, как выпустила только один альбом. Три песни ранее выходили в качестве синглов, остальные девять песен ранее не издавались.

## Отзывы критиков
Альбом получил положительные и умеренные отзывы музыкальной критики и интернет-изданий: AllMusic («превосходный кантри и вестерн»), Billboard («хотя Долли Партон сейчас работает на другом лейбле, этот альбом должен привлечь значительное внимание её легиона поклонников. И такие подборки — ещё один первоклассный номер»), Cashbox, Record World («новый релиз Долли на её старом лейбле уникален тем, что все мелодии, кроме трёх, написаны самостоятельно»).

## Синглы
Первый альбомный сингл «Why, Why, Why» вышел в октябре 1967 года и не попал в чарты. Второй сингл «I’m Not Worth the Tears» был издан в январе 1968 года и также не вошёл в чарты.

## Список композиций
| №  | Название                             | Автор(ы)                | Длительность |
| -- | ------------------------------------ | ----------------------- | ------------ |
| 1. | «Why, Why, Why»                      | Bill Owens Dolly Parton | 2:19         |
| 2. | «I Wound Easy»                       | Owens                   | 2:17         |
| 3. | «I Don't Want You Around Me Anymore» | Owens Parton            | 2:04         |
| 4. | «Hillbilly Willy»                    | Parton                  | 1:55         |
| 5. | «This Boy Has Been Hurt»             | Owens Parton            | 2:15         |
| 6. | «Daddy Won't Come Home Anymore»      | Parton                  | 2:52         |

| №  | Название                      | Автор(ы)     | Длительность |
| -- | ----------------------------- | ------------ | ------------ |
| 1. | «As Long as I Love»           | Parton       | 2:42         |
| 2. | «A Habit I Can't Break»       | Owens        | 3:15         |
| 3. | «I'm Not Worth the Tears»     | Parton       | 2:33         |
| 4. | «I Don't Trust Me Around You» | Owens        | 2:54         |
| 5. | «I Couldn't Wait Forever»     | Owens Parton | 2:23         |
| 6. | «Too Lonely Too Long»         | Parton       | 2:21         |